# 아랑전설의 등장인물 목록
다음은 SNK의 격투 게임 시리즈 《아랑전설》에 등장하는 인물 목록이다. 이 인물들 중 대부분은 크로스오버 격투 게임 《더 킹 오브 파이터즈》 시리즈에도 찬조출연했다.

## 배경
《아랑전설》 시리즈 제작자 니시야마 타카시는 《스트리트 파이터》 1편과 비교했을 때 이야기에 더 큰 중점을 뒀다고 밝혔다.

## 《아랑전설》

### 기스 하워드
성우 - 쿠와타 케이신 (KOF '96)
기스 하워드(Geese Howard, ギース・ハワード)는 사우스타운에 군림하는 범죄자로, 《아랑전설》 시리즈의 최종보스 자리를 여러 번 차지했다. 시리즈 시작으로부터 10년 전 앤디와 테리 보가드의 아버지인 제프 보가드를 살해해 그들의 복수에 발단을 제공했다. 《아랑전설》에서는 격투 대회 '더 킹 오브 파이터즈'를 개최하는데, 기스의 옛 스승 텅푸루 아래서 수련한 보가드 형제가 우승을 하자 그들의 도전을 받아들였으나, 이후 패배하고 기스 타워 옥상에서 추락하면서 사망했다. 그러나 이후 《아랑전설 2》의 엔딩에서 살아난 상태로 등장한 후, 《아랑전설 3》에서 신비한 힘이 깃든 진의 비전서를 손에 넣기 위해 테리와 맞부딪친다.
《리얼 바웃 아랑전설》에선 다시 대회를 개최하고 최종보스로서 테리와 싸운다. 그에게 또다시 진 기스가 테리가 날린 공격의 충격으로 기스 타워 밖으로 날아가 추락하는데, 이 때 테리가 그를 구하기 위해 손을 붙잡으려하나 기스는 구출을 거부하고 뿌리쳐 그대로 떨어지면서 최종적으로 사망한다. 다음작 《가로우: 마크 오브 더 울브스》에선 그의 아들 락 하워드가 등장한다.
《아랑전설》 시리즈의 시간상 전작인 《용호의 권》에선 료 사카자키와 한 판 붙은 적이 있다. 설정만 빌린 평행세계인 《더 킹 오브 파이터즈》에선 계속 생존한 상태로 등장한다.

### 덕 킹
성우 - 쿠와타 케이신 (KOF XI)
덕 킹(Duck King, ダック・キング)은 브레이크 댄스와 무술을 결합한 기술을 하는 무도가로, 《아랑전설》에선 일인용 모드의 상대 중 하나로 처음 등장했다. 이후 《아랑전설 스페셜》, 《리얼 바웃 아랑전설》 등에 플레이어 캐릭터로 모습을 비췄다.
그 외에 《더 킹 오브 파이터즈》 시리즈에는 《더 킹 오브 파이터즈 XI》에 플레이어 캐릭터로 데뷔한 바 있다.

### 라이덴 / 빅 베어
성우 - 고리 다이스케 (KOF XII, XIII)

### 빌리 칸
성우 - 나마세 카츠히사 (KOF '95), 야마니시 아츠시 (KOF '97, '98, 2002), 세이지로 (KOF 2003)

### 앤디 보가드
성우 - 하시모토 쥰 (KOF '94), 난바 케이이치 (KOF '95 ~ 2002, XII, XIII)
앤디 보가드는 테리 보가드의 의형제이다. 시라누이 마이와는 애인 관계로 시라누이류 체술을 사용한다.
《더 킹 오브 파이터즈》 시리즈에서는 첫 작품 《KOF '94》부터 아랑전설 팀의 일원으로 출연한다.

### 조 히가시
성우 - 나마세 카츠히사 (KOF '94), 히야마 노부유키 (KOF '95 ~ 2003, XII, XIII)
조 히가시는 보가드 형제의 동료로 무에타이 무술가이다.
《더 킹 오브 파이터즈》 시리즈에서는 첫 작품 《KOF '94》부터 아랑전설 팀의 일원으로 출연한다.

### 테리 보가드
성우 - 하시모토 사토시
테리 보가드(Terry Bogard, テリー・ボガード)는 《아랑전설》 시리즈의 주인공이다. 필살기 '파워 웨이브'와 초필살기 '파워 게이저'가 주특기이다.
자신과 앤디의 아버지인 제프 보가드가 기스 하워드에게 죽은 후, 복수를 맹세하고 무술을 배워 무도가가 됐다. 초기 게임들에선 기스와 계속 부딪히다가 《리얼 바웃 아랑전설》에선 자기가 사용한 기술로 빌딩 밖으로 튕겨나간 기스를 구하려 했으나, 구출을 거부한 기스가 그대로 추락하면서 그의 죽음을 목도한다. 이후 《가로우: 마크 오브 더 울브스》에선 기스의 아들 락 하워드와 같이 지낸다.
《더 킹 오브 파이터즈》 시리즈에서는 첫 작품 《KOF '94》부터 본편 시리즈에서는 모두 개근했다.

### 화 자이
성우 - 나가시로 소노스케 (XIII)

## 《아랑전설 2》 및 《아랑전설 스페셜》

### 김갑환
성우 - 하시모토 사토시 (KOF '94 ~ XI), 나가타 카즈히코 (KOF XII, XIII)

### 로렌스 블러드
볼프강 크라우저의 친위대인 삼투사의 일원으로, 전직 투우사답게 《아랑전설 2》에서는 투우장 스테이지가에서 등장하며 망토 속에 샤벨을 숨기고 있다.

### 볼프강 크라우저
성우 - B.J.Love (KOF '96)

### 액셀 호크
볼프강 크라우저의 친위대인 삼투사의 일원이다. 현존하는 복서 조지포먼을 모티브로 제작됐다.

### 시라누이 마이
성우 - 소기 아코야 (KOF '94 ~ XI), 코시미즈 아미 (KOF XIII)

### 야마다 주베이
야마다 주베이(일본어: 山田 十平衛)는 《아랑전설 2》에서 처음 등장한 일본의 은퇴한 유도가이다. 과자 센베이를 좋아하며 필살기 중에도 센베이를 이용한 기술이 등장한다.

### 천친산
텅푸루에게서 수업을 받은 제3제자로 제프 보가드,기스 하워드와 동문인 태극권유단자이다.

## 《아랑전설 3》

### 밥 윌슨
성우 - 모리카와 토시유키

### 블루 마리
성우 - 이코마 하루미 (KOF '97 ~ 2003)

### 야마자키 류지
성우 - 이시이 코지 (KOF '97, '98, 2002, 2003)

### 진충레이
성우 - 야마구치 캇페이

### 진충슈
성우 - 야마구치 캇페이

### 프랑코 배시
성우 - L.J 러브

### 혼푸
성우 - 모리카와 토시유키

## 《리얼 바웃 아랑전설: 도미네이티드 마인드》

### 알프레드
성우 - 유우키 히로

## 《리얼 바웃 아랑전설 2》

### 리 샹페이
성우 - 일본: 킨게츠 마미 (KOF '99, 2001)
성우 - 한국: 정미연

## 《가로우: 마크 오브 더 울브스》

### B. 제니
성우 - 사이토 레이 (KOF XI)

### 가토
성우 - 이시이 코스케 (KOF 2003, XI)

### 그리폰 마스크
성우 - 하나다 히카루 (KOF 2003, XI)

## 《아랑전설 시티 오브 더 울브스》

### 크리스티아누 호날두
아랑전설 역사상 김갑환에 이은 두 번째 실존인물이다.

## 같이 보기
- 용호의 권의 등장인물 목록
- 더 킹 오브 파이터즈의 등장인물 목록